# Mós (Espanha)
Mós (em galego, Mos) é um município (concello em galego) da província de Pontevedra, Galiza, noroeste de Espanha. Pertence à comarca de Vigo, tem 53,2 km² de área e em 2021 a população do município era de 15 190 habitantes (densidade: 285,5 hab./km²). O seu gentílico em galego é mosense.
Situa-se no vale do rio Louro, um afluente do rio Minho que cruza o município de nordeste a sudoeste e ao qual aflui o ribeiro Perral. Faz parte da comarca histórica do Vale da Louriña (ou Terras de A Louriña). Encontra-se a pouco mais de 12 km a leste-sudeste de Vigo, 7 km a norte do Porrinho e 22 km a norte de Tui e da fronteira portuguesa (distâncias por estrada).
O município tem dez paróquias: Cela, Dornelas, Guizán, Louredo, Mos,  Pereiras, Petelos, Sanguiñeda, Tameiga e Torroso.

## História
Em Mos existem abundantes vestígios arqueológicos que testemunham uma ocupação intensa do território. No entanto, além da existência de povoamentos pré-históricos documentados pelo castro de Torroso Campo de Mamoas e da Pedra Cavaleira (dólmen com restos de corredor incipiente), não há dados até à romanização. Durante o período romano, o território de Mos era atravessado pela estrada romana que ligava Bracara Augusta (atual Braga) a Lugo e Astorga, a Via XIX no Itinerário de Antonino.
Em meados do século XIII a vila era conhecida com o nome de Molis. As dez paróquias da parte mais alta do Vale da Louriña, que constituem o atual concelho de Mos, estavam primitivamente divididas em três jurisdições distintas, pertencentes à antiga província de Tui. O Conde de Salvaterra administrava as paróquias de Cela, Dornelas, Petelos e Sanguiñeda, enquanto que Louredo, Guizán, Pereiras e Tameiga dependiam do Conde de Maceda, que era também proprietário do Pazo de Santo Antoíño. Contudo, a casa mais influente na região era a do Marquês de Mos, que detinha a jurisdição as paróquias de Mos e Torroso. O ayuntamiento de Mos começou a usar o título de villa (vila) no último terço do século XVII, uso que manteve até ao início do século XIX.
Entre 1685 e 1686, Gabriel de Quirós recebe o título de Marquês de Mos das mãos de Carlos II. Desde 1776 que tem grandeza de Espanha, uma mercê outorgada por a Benito Correa y Sarmiento, quarto marquês de Mos. Em 1810 foram unidos os marquesados de Mos e de Valadares, pela morte do titular do segundo sem descendência. Em 1908, com a morte do marquês de La Vega de Armijo e de Mos, a propriedade passa para uma sobrinha, María Vinials, marquesa de Ayerbe.
Com a criação dos primeiros municípios constitucionais em Espanha, em 1833, foi criado o concelho de Mos, desde o início formado pelas atuais dez paróquias. A única mudança importante deu-se em 1935, com a polémica transferência da capital de Mos para Petelos.

## Património histórico e monumental
Da época romana conserva-se um marco miliário da estrada romana entre Braga e Lugo. Atualmente parte dessa via faz parte do Caminho Português de Santiago.
O pazo (palácio) de Mos, datado do século XVI e recentemente restaurado, deu nome ao município e o seu escudo deu origem ao atual brasão da vila.
O pazo de Santo Antoíño situa-se na paróquia de Louredo. Foi construído no século XIV e reconstruído no século XVIII. Tem uma capela do século XVI.
Há numerosas igrejas espalhadas pelas paróquias, entre elas a de Louredo, que conserva o seu tímpano românico, embora tenha sido restaurada no século XVIII. A igreja de Guizán também conserva a porta românica e a igreja de Sanguiñeda, datada de 1685, conta com esculturas que se supõe serem procedentes de um templo românico anterior.
As últimas administrações municipais têm vindo a restaurar muitos moinhos abandonados há décadas.

## Geografia
| Paróquia                 | Bairros e localidades |
| ------------------------ | --- |
| Cela (San Pedro)         | Arufe, Atín, Cabanelas, Coto, Herville, Iglesia, Pardellas, Sequeiros                                                       |
| Dornelas (Santa María)   | Brea, Castros, Cotiño, Pedreira                                                                                             |
| Guizán (Santa María)     | Fraela, Rejomil, Sobrans |
| Louredo (San Salvador)   | Arrufana, Candosa, Casanova, Cortiñas, Eiragrande, Enxertado, Pantaño, Pombal, Quintal, San Antoíño, Torroira               |
| Mos (Santa Eulalia)      | Cantín, Castro, Espain, Gándara, Pedrapinta, Regadas, Rúa, Santa Marta, Sobrado, Zapateira                                  |
| Pereiras (San Miguel)    | Campo de Eiro, Casal, Casalmorto, A Florida, San Rafael, Roublín, As Vides                                                  |
| Petelos (San Mamede)     | Rubial, Balteiro, Barro, Estivada, Laxe, Porteliña, Regenjo, Veigadaña                                                      |
| Sanguiñeda (Santa María) | Agueiro, Amieirolongo, Ansar, Áreas, Cerqueirás, Angustias, Monte, Piñeiro                                                  |
| Tameiga (San Martiño)    | Bosende, Camaña, Casal, Igrexa, Pedraucha, Puxeiros, Rans, Rebullón, San Eleuterio                                          |
| Torroso (San Mamede)     | Barreiros, Cabezal, Carballeira, Cerdedelo, Cotofe, Fontiña, Iglesia, Louriño, Outeiro, Peinador, San Xoán, Seixabre y Texe |

### Demografia
| 1900  | 1930  | 1950  | 1981   | 1991   | 1996   | 2001   | 2004   | 2009   | 2021   |
| 6 094 | 7 367 | 8 876 | 13 102 | 13 435 | 13 755 | 14 127 | 14 214 | 14 650 | 15 190 |
|       | 20,9% | 20,5% | 47,6%  | 2,5%   | 2,4%   | 2,7%   | 0,6%   | 3,1%   | 3,7%   |